# Адан, Ламбер Сижисбер
Ламбер Сижисбер Адан, Ламбер Сижисбер Адам, Адан Старший (фр. Lambert Sigisbert Adam, Adam l'Aîné; 10 октября 1700, Нанси — 12 мая 1759, Париж) — французский скульптор эпохи барокко и один из зачинателей стиля рококо во Франции и фридерицианского рококо в Пруссии.

## Жизнь и творчество
Родился в герцогстве Лотарингия, происходил из старинной лотарингской семьи скульпторов и мастеров бронзового литья. Старший из трёх сыновей известного скульптора Жакоба-Сижисбера Адана. Художественное образование получил под руководством отца в его мастерской в Меце и затем, с 1719 года, в Париже, у своего дяди по линии матери Клода Мишеля (Клодиона), а после его ранней смерти — в парижском ателье скульптора Франсуа Дюмона. После получения престижной Римской премии в 1723 году молодой скульптор вместе с Э. Бушардоном уехал в Италию, где оставался десять лет, продолжал обучение во Французской академии в Риме, изучал античную скульптуру, в том числе по оригиналам знаменитых римских коллекций и слепкам Французской академии в Риме, а также произведениям великих мастеров эпохи Возрождения. Кроме того, он был очарован римским барокко в лице выдающегося скульптора Джованни Лоренцо Бернини.
В эти годы Адан был протеже посла Франции при Папском престоле, кардинала Мельхиора де Полиньяка, для которого выполнял копии античных статуй. Занимался также реставрацией античных скульптур, которые в то время извлекали при раскопках на Виа Латина и в других районах Рима. По правилам Французской академии в Риме, студенты должны были сделать мраморную копию с выбранной ими античной скульптуры для французского короля. С помощью Мельхиора де Полиньяка Ламбер Сижисбер получил разрешение копировать скульптуру Ареса из коллекции Людовизи, в то время как его коллега Бушардон выбрал Фавна Барберини. Обе работы прибыли в Париж в 1732 году.
По заказу папы Климента XII между 1732 и 1734 годами Адан выполнил один из рельефов для капеллы Орсини в базилике Сан-Джованни-ин-Латерано (проект архитектора Алессандро Галилея). В 1732 году был принят в члены Академии Святого Луки. В Риме к нему присоединились его братья Никола-Себастьян в 1726 году и Франсуа-Гаспар в конце 1729 года. В августе 1730 года Папа Климент XII распорядился составить новый проект фонтана Треви в Риме после того, как работа была прервана из-за смерти Бенедикта XIII. Адан и Бушардон представили каждый свой проект, но строительство в октябре 1732 года было официально поручено архитектору Николо Сальви.
Ламбер Сижисбер Адан покинул Рим 23 января 1733 года, по пути домой посетив Флоренцию, Болонью и Венецию. 25 апреля 1733 года он был принят в Королевскую академию живописи и скульптуры в Париже и стал скульптором короля. Он получил свой первый заказ от герцога Людовика Орлеанского на скульптуры водного каскада в парке Сен-Клу, для которого создал аллегорические фигуры Сены и Марны (1733—1734, уничтожены прусскими войсками во время Франко-прусской войны 1870—1871 годов). Адан соперничал с Бушардоном, который также делал скульптуры для фонтанов, например на улице Гренель в Париже.
После возвращения во Францию Ламбер Сижисбер работал вместе со своими братьями Никола-Себастьяном и Франсуа-Гаспаром. Братья получали заказы от Двора на создание скульптур для королевских парков. Их наиболее известной совместной работой является группа «Триумф Нептуна и Амфитриты» (1735—1740) для бассейна Нептуна Версальского парка.
В 1737 году завершился процесс приёма скульптора в Королевскую академию, по этому случаю он создал статую «Нептуна, касающегося трезубцем океанских волн» (хранится в Лувре). В том же году он выставил в Салоне четыре бюста, представляющие «Четыре стихии». В 1730-х годах Адан был приглашен архитектором Жерменом Бофраном вместе с Жаном-Батистом Лемуаном Младшим для украшения барельефами интерьеров отеля Субиз в Париже (ему принадлежат четыре барельефа для Овального салона).
Ламбер Сижисбер и его брат Франсуа-Гаспар выполняли заказы для короля Пруссии Фридриха II Великого, обустраивавшего в то время парк Сан-Суси в Потсдаме, чем внесли свой вклад в формирование оригинального художественного стиля фридерицианского рококо. Людовик XV передал Фридриху две скульптурные группы на темы охоты, аллегории воздуха и воды из Версаля работы старшего Адана. Младший из братьев Франсуа-Гаспар Адан был назначен придворным скульптором прусского короля. Остальные скульптуры для Сан-Суси выполнены в мастерской Франсуа-Гаспара Адана, руководившего основанным Фридрихом Великим французским скульптурным ателье в Берлине. Дополнения скульптур и рельефов в так называемую «Французскую рондель» (Französischen Rondells) в южной части партера парка вносили до 1764 года.

## Галерея
- Триумф Нептуна и Амфитриты. 1740. Версаль
- Нептун, касающийся трезубцем океанских волн. 1737. Лувр, Париж
- Голова Нептуна. 1725. Музей искусств, Лос-Анджелес
- Аллегория поэзии. 1725. Лувр, Париж
- Две нимфы и убитая цапля. 1739. Сан-Суси, Потсдам
- Скульптурная группа Большого фонтана. 1749. Сан-Суси, Потсдам
- Бюст Амфитриты. 1725. Терракота. Чикагский институт искусств